# Овсянников, Анатолий Иванович
Анатолий Иванович Овсянников (1936, станица Красноармейская, Краснодарский край — 20 августа 1979, Тульская область) — советский журналист-международник и телеведущий, политический обозреватель, полиглот.

## Биография
Родился на Кубани в станице Красноармейской в семье колхозников. Там же окончил сельскую школу. Ещё в пятом классе, когда он начал изучать иностранный язык, учитель отметил его способности к языкам и посоветовал в дополнение к немецкому изучать английский язык. По окончании школы он в совершенстве овладел обоими языками. Поступил в Пятигорский педагогический институт иностранных языков, который окончил, владея уже десятью европейскими языками. Затем по приглашению одного из научных центров Академии наук приехал в Москву.
27 мая 1971 года в Лужниках состоялся прощальный матч футбольного вратаря Льва Яшина «сборная СССР — сборная мира». В сборную мира входили величайшие футбольные «звезды» того времени, говорившие на двадцати двух языках. Матч транслировался на множество стран, и в перерыве было решено взять интервью у всех участников матча. Для решения этой задачи привлекли Овсянникова, владевшего к этому моменту уже более чем тремя десятками языков. С этого момента началась его карьера на Центральном телевидении: первым назначением была должность собственного корреспондента ЦТ в Японии, для которой требовалось владение в совершенстве японским языком, стенографирование и умение печатать на машинке с японскими иероглифами.
В августе 1975 года Овсянников на Хельсинкском совещании обеспечивал общение генсека Леонида Брежнева с лидерами любого из 35 государств-участников.
В дальнейшем Овсянников был утверждён решением Политбюро ЦК КПСС на должность политического обозревателя Центрального телевидения и Всесоюзного радио после тщательной проверки анкетных данных и профессиональных качеств. В 1970-х годах работал ведущим телепередачи «Международная панорама».
Преподавал на кафедре международной журналистики МГИМО.

### Гибель
Почти каждый год Овсянников приезжал в родную станицу. В конце лета 1979 года перед длительной командировкой в США он приехал на родину на собственной «Волге». 20 августа 1979 года, возвращаясь в Москву, погиб в автомобильной катастрофе, когда в районе Тулы на автостраду с просёлочной дороги выехал «ЗИЛ» и протаранил его машину. Водителя грузовика найти не удалось.

## Увековечивание памяти
По информации газеты «Голос правды» ст. Полтавской памятный знак и дощечку планируется установить[когда?]

 на улице Комсомольской, где жил А. Овсянников для увековечивания памяти о нём. Также есть намерение назвать улицу его именем в новом микрорайоне станицы Полтавской.